# Henry Basil Bacon Butler
Henry Basil Bacon Butler, britanski general, * 1892, † 1970.